# MB-3 Tamoyo
O MB-3 Tamoyo foi um carro de combate brasileiro desenvolvido pela empresa Bernardini em parceria com o Centro Tecnológico do Exército (CTEx), derivado do M41 Walker Bulldog. Era voltado às condições operacionais e logísticas do Exército Brasileiro, mais leve e menos sofisticado que a última geração disponível no mercado internacional. Nunca foi produzido em série.

## História

### Protótipos
O desenvolvimento de um carro de combate nacional no final dos anos 70 foi a etapa final do avanço tecnológico brasileiro no campo dos blindados. Suas raízes estão no repotenciamento dos blindados importados, desde o início da década. O início do projeto em 1979 tinha como contexto o Tanque Argentino Mediano no país vizinho, dotado de canhão de 105 mm. O Brasil tinha o M41 de 76 mm, em vias de modernização pela Bernardini a 90 mm. Os programas de repotenciamento eram a base de experiência, e o M41 foi a base material: o Tamoyo era uma alteração radical e seu sucessor, com grande compatibilidade de equipamento. O projeto fazia parte da formação de uma família de blindados com suporte logístico integrado, junto à criação de variantes, ao repotenciamento do M41 e ao desenvolvimento do transporte blindado Charrua. Dele participavam o CTEx, Bernardini, Biselli, Novatração e outras empresas com experiência na modernização dos blindados sobre lagartas importados.
O Exército definiu Requisitos Operacionais Básicos (ROB) e Requisitos Técnicos Básicos (RTB). O projeto foi designado "X-30" por não ter mais de 30 toneladas, com tamanho adequado às ferrovias brasileiras e a menor dependência possível na importação de componentes. Em 1982 a Engesa entrou no segmento com seu próprio projeto de carro de combate, o Osório. Enquanto a Bernardini usava o conhecimento acumulado com a modificação de veículos existentes, dependia do Exército e projetava para atender suas demandas, a Engesa ultrapassou o máximo de 36 toneladas exigido pelos militares, pois tinha um produto muito mais sofisticado visando a exportação. O Tamoyo é carro de combate da 2ª geração intermediária, comparável ao Leopard 1 e M60, enquanto o Osório é da 3ª geração do Leopard 2 e M1 Abrams.
Um primeiro mock-up em aço com motor frontal, como no Marder, nem foi completado. Um segundo tinha motor traseiro, inspirado no XM-4 americano, e peças do M41, incluindo o canhão de 76 mm. O primeiro protótipo foi concluído em maio de 1984. A construção começara em 1982 e no segundo semestre de 1984 já ocorriam testes. Foram encomendadas sete unidades dessa versão, o Tamoyo I, depois apenas cinco por questão orçamentária, e construídas três, com uma quarta incompleta. As necessidades do Exército foram atendidas, mas como o veículo não era atraente no mercado externo e era necessário reagir ao Osório, o desenvolvimento prosseguiu, aumentando a sofisticação e diminuindo o grau de nacionalização. O peso subiu a 31 toneladas. Um especialista estrangeiro fez várias recomendações, como o aumento da blindagem frontal. Surgiram o Tamoyo II, usado como banco de provas, e o Tamoyo III, concluídos respectivamente em 1985 e 1987. O I e II são muito parecidos, enquanto o III pode ser distinguido pelo formato da torre.

### Resultado
A Bernardini pretendia fabricar 10 veículos pré-série, um lote inicial de 50 para o Exército no final da década e atingir o ritmo de produção de 100 ao ano, com um resultado final de 500 unidades. 71 engenheiros e US$ 7,5 milhões, em parte fornecidos pelo Exército, foram usados até o término do primeiro protótipo. O Tamoyo II e Tamoyo III custaram US$ 4,39 milhões, arcados principalmente pela própria Bernardini. Outra cifra para o desenvolvimento, sem distinguir as versões, é de US$ 8 milhões. Os testes do CTEx foram intensos, alguns ocorrendo em maio de 1988.
Em dezembro de 1983 a Bernardini apresentou o projeto do Tamoio ao Exército do Equador. O Tamoio seria oferecido em meio a um lote de produtos e serviços de modernização oferecidos pela Bernardini. A proposta foi avaliada pelo governo equatoriano e pré-aprovada em setembro de 1984. A  Bernardini montou uma proposta de financiamento junto ao Banco do Brasil e solicitou autorização formal do governo brasileiro para a exportação futura de quarenta e oito carros Tamoio para o Equador, a um custo de 57 milhões de dólares (apenas nos veículos Tamoio). A exportação era parte de uma proposta maior de exportação de veículos e serviços de um total de 184 milhões de dólares, que envolvia a modernização de doze carros M3 Stuart, a exportação de carros blindado com canhão de 60 mm denominados "Tarqui"e a modernização dos AMX-13. Apesar do Ministério das Relações Exteriores não se opor à proposta, o Ministério do Exército vetou a exportação futura em novembro de 1985, inviabilizando a participação formal da Bernardini na competição de blindados promovida pelo exército equatoriano.
Os principais fatores do fracasso do projeto foram a perda de interesse político, o aumento da oferta de armamentos estrangeiros no mercado no final dos anos 80 e início dos anos 90, um acidente envolvendo um M41C em testes transportado em via pública em janeiro de 1985 (após o acidente a Bernardini passou a transportar os blindados em caminhões), a não autorização de exportação do Tamoio ao Equador e a competição entre a Engesa e Bernardini. A Bernardini faliu em 2001. Em 2005 restavam exemplares no CTEx, Instituto de Pesquisa e Desenvolvimento do Exército (um completo e outro incompleto), 3º Regimento de Carros de Combate e num galpão, este último o Tamoyo III abandonado na posse da Bernardini. Foi levado a leilão em 2007, mas o Exército suspendeu a venda.

## Descrição
Os modelos, "especialmente o Tamoyo III", são "capazes, se básicos". "Cumprem exigências locais mas não são MBTs de primeira". "O conceito do Tamoio III ainda é moderno para os padrões atuais" e o protótipo poderia ser "banco de estudos para as novas gerações de Engenheiros Militares". Já o Tamoyo I tinha como vantagens a alta origem nacional dos componentes e o "equilíbrio entre atualização tecnológica, simplicidade construtiva e de manejo".
O motorista fica no canto dianteiro esquerdo da carcaça e os demais na torre, o municiador à esquerda e comandante e atirador à direita. A carcaça e a torre são em placas de blindagem em aço soldadas.. A silhueta é baixa. A blindagem do Tamoyo I é leve e espaçada. O Tamoyo III tem proteção melhor, com a espessura chegando a 300 mm de blindagem composta de aço e cerâmica e um sistema contra explosões. Por conta da falta de experiência com a blindagem composta o formato da torre não é o ideal, que seria mais afilado. Ambas as versões oferecem granadas fumígenas e proteção NBC. Há sistemas aquecedor, de combate a incêndio, de bombeamento de porão, de comunicação e uma escotilha de escape inferior.
O canhão do Tamoyo I é uma versão do Cockerill de 90 mm produzida pela Engesa, com tubo de 4 500 mm e capaz de usar munição F4 francesa, tipo APFSDS (flecha). Houve estudos para nacionalizar o F-4, e o país produzia munição 90 mm de outros tipos. Há 68 tiros. O canhão pode elevar de -6 a 18 graus. O giro da torre e elevação do canhão são elétricos, da Bernardini, Themag Engenharia e professores da USP. Um canhão de 105 mm foi pensado para o Tamoyo II mas só implementado no Tamoyo III; usa qualquer munição da OTAN e tem tiro "confortável para um veículo de seu peso". É acompanhado de controle de tiro computadorizado, telêmetro a laser, torre estabilizada, tiro em movimento, visão noturna e térmica e a compartimentação da munição: 50 tiros, com 18 na torre. O computador de tiro é da Ferranti, enquanto que o periscópio é norte-americano, fabricado pela empresa Kolmorgan.[carece de fontes?] Atirador e comandante têm periscópios com amplificação de visão residual, telêmetro laser e janela panorâmica; o atirador tem outro auxiliar.
O consumo de combustível é elevado. O motor do Tamoyo I e II é fraco (500 hp) e assim deu lugar a um mais potente no Tamoyo III, com 750 hp, ainda experimental, podendo no futuro chegar a 900 ou 1.000 hp. A transmissão foi problema ao longo do desenvolvimento. Inicialmente obedecendo as exigências do Exército usou-se no Tamoyo I uma Allison, a mesma do M41. Tem duas marchas para frente e uma ré. O Tamoyo II usou uma GE, a mesma do Bradley. Porém ela não suporta mais de 600 hp brutos e o novo motor do Tamoyo III excedia esse valor. Como a nova versão da GE não estava pronta e a ZF não tinha nem mesmo protótipos, usou-se outra Allison, a mesma do M60, que poderia suportar até 1.000 hp brutos, atingindo uma relação potência/peso de 35 hp/ton.
A suspensão é em barras de torção da Bernardini, feitas com aço da Eletrometal. O primeiro, segundo e sexto pares de rodas têm amortecedores hidráulicos. As lagartas são de "pino simples, aço fundido emborrachada com almofadas amovíveis". O sistema elétrico tem voltagem de 24 V, com 4 baterias de 12 V e alternador de 28 V.

### Citações
1. 1 2 3 4 5 6 7 8 9 10 11 12 13 14 15 16  Bastos 2017.
2. 1 2 3 4 5 6 7 8 9 10 11 12 13 14 15 16  Nita 2014.
3. 1 2 3 4 5 6 7 8 9 10 11 12 13  Gelbart 1996, pp. 11-12.
4. 1 2 3  Centro de Instrução de Blindados — Museu Blindado
5. 1 2  Bastos, Expedito Carlos Stephani (17 de julho de 2019). Aplicabilidade do emprego do canhão de 90 mm em veículos militares no Brasil. ECSB Defesa. Consultado em 2 de fevereiro de 2021.
6. 1 2 3 4 5 6 7 8  Carro de Combate Tamoyo - O Blindado Brasileiro. ECSB Defesa.
7. 1 2  BERNARDINI. Lexicar Brasil. Consultado em 3 de fevereiro de 2021.
8. ↑  O tanque brasileiro Bernardini MB-3 Tamoyo. Forças Terrestres (3 de maio de 2020). Consultado em 3 de fevereiro de 2021.
9. 1 2 3  Ladeira Junior, pp. 176-177.
10. ↑  Ladeira Junior 2013, pp. 154-156.
11. 1 2 3 4 5 6 7 8 9 10  Bastos 2005.
12. ↑  Souza Junior 2010, cap. 3.2.
13. ↑  Souza Junior 2010, Anexo A.
14. 1 2  Ladeira Junior 2013, p. 197.
15. ↑  Bartrons 2012, p. 17.
16. ↑  Tanque Argentino Mediano S.E. (TAMSE). Globalsecurity.org. Consultado em 19 de abril de 2022.
17. ↑  Ministério do Exército (1984). «Exportação de Material de Emprego Militar - Equador - EC-4» (PDF). Relatório EC-4, páginas 183-198/republicado pelo Arquivo Nacional do Brasil, código BR DFANBSB 2M.0.0.87, v.6 - Dossiê. Consultado em 22 de abril de 2022
18. ↑  «Tanque esmaga Brasília, mata duas pessoas e fere uma em SP». Jornal do Brasil, ano XCIV, edição 282, página 19/republicado pela Biblioteca Nacional-Hemeroteca Digital Brasileira. 17 de janeiro de 1985
19. ↑  «Bernardini resolve que agora só faz transporte de tanques em caminhão». Jornal do Brasil, ano XCIV, edição 283, página 14/republicado pela Biblioteca Nacional-Hemeroteca Digital Brasileira. 18 de janeiro de 1985
20. ↑  «Leilão de tanque de guerra é suspenso a pedido do Exército». Estadão. 2 de fevereiro de 2007. Consultado em 2 de fevereiro de 2021